# Oxyopes palliventer
Oxyopes palliventer är en spindelart som beskrevs av Embrik Strand 1911. Oxyopes palliventer ingår i släktet Oxyopes och familjen lospindlar. Inga underarter finns listade i Catalogue of Life.